# Waubay (Dakota Południowa)
Waubay – miasto w Stanach Zjednoczonych, w stanie Dakota Południowa, w hrabstwie Day.